# Gaston Barbanson
Gaston Barbanson est un industriel belge, né le 26 juin 1876 à Bruxelles et mort le 4 mai 1946 à Luxembourg. Cofondateur en 1911 et administrateur des Arbed, il en devint président après la mort d'Émile Mayrisch. Il est un des pionniers de l'intégration européenne[réf. nécessaire].
Il fut le promoteur de l'idée d'une "Grande Belgique" en 1914-1918, dont une analyse fut donnée par Jaques Willequet dans un article en 1970.
Il est inhumé au Cimetière de Bruxelles à Evere.